# 鲁北镇
鲁北镇，是中华人民共和国内蒙古自治区通辽市扎鲁特旗下辖的一个乡镇级行政单位。

## 行政区划
鲁北镇下辖以下地区：
誉洲社区、杏花社区、东兴社会社区、东城榆社区、威林社区、学苑社区、榆树村、伊和背村、赵家铺村、小井子村、新胜屯村、致富屯村、工农村、道德村、窟窿山村、中村堡村、富裕屯村、鸽子山村、渔泡子村、平安地村、东兴村、镇兴村、永兴村、中兴村、哈日宝楞村、小黑山村、农场村、毛都嘎查、宝楞嘎查、浩雅日哈达嘎查、稻子把村、宝力皋嘎查、阿木斯尔嘎查、先锋村、豁牙山村、那仁嘎查、哈日朝鲁嘎查、乌日根塔拉嘎查、玛拉嘎嘎查、鲁东林场、鲁北林场和伊和林场。

## 连接交通
- 新鲁高速与规划中的 鲁霍高速在此相接